# Eneslægten
 For alternative betydninger, se Enebær (flertydig). (Se også artikler, som begynder med Enebær)
Enebær (Juniperus) eller Ene er en slægt af op mod 60 stedsegrønne nåletræer, som er udbredt over hele den nordlige halvkugle, og endda med enkelte arter i Østafrika. Overalt vokser arterne i fuld sol på tør jord, undertiden i kløfter nær ørkenen. Arterne omfatter mest buske og mindre træer, men enkelte arter kan blive store træer - disse findes dog ikke i Danmark. Frugten er en rund, kødfuld, såkaldt bærkogle, der af lægfolk blot betegnes som et bær. Mange af arterne er uhyre hårdføre og kan være meget variable afhængig af jordbund og klima. Mange arter har meget spidse, sylformede, stive nåle - en vigtig beskyttelse mod planteædere i et regnfattigt klima.

| Beskrevne arter |

- Kinesisk ene (Juniperus chinensis)
- Ene (Juniperus communis)
- Krybende ene (Juniperus horizontalis)
- Middelhavs-ene (Juniperus oxycedrus)
- Sevenbom (Juniperus sabina)
- Amerikansk ene (Juniperus scopulorum)
- Blå ene (Juniperus squamata)
- Blyant-ene (Juniperus virginiana)

| Andre arter |

- Juniperus angosturana
- Juniperus ashei
- Juniperus barbadensis
- Juniperus bermudiana
- Juniperus blancoi
- Juniperus brevifolia
- Juniperus californica
- Juniperus cedrus
- Juniperus coahuilensis
- Juniperus comitana
- Juniperus conferta,
- Juniperus convallium
- Juniperus coxii
- Juniperus davurica
- Juniperus deltoides,
- Juniperus deppeana
- Juniperus drupacea
- Juniperus durangensis
- Juniperus excelsa
- Juniperus flaccida
- Juniperus foetidissima
- Juniperus formosana
- Juniperus gamboana
- Juniperus gracilior
- Juniperus indica
- Juniperus jaliscana
- Juniperus komarovii
- Juniperus lutchuensis
- Juniperus macrocarpa
- Juniperus maderensis
- Juniperus maritima
- Juniperus martinezii
- Juniperus monosperma
- Juniperus monticola
- Juniperus morrisonicola
- Juniperus mucronata
- Juniperus navicularis
- Juniperus occidentalis
- Juniperus osteosperma
- Juniperus phoenicea
- Juniperus pinchotii
- Juniperus pingii
- Juniperus poblana
- Juniperus polycarpos
- Juniperus procera
- Juniperus procumbens
- Juniperus przewalskii
- Juniperus pseudosabina
- Juniperus recurva
- Juniperus rigida
- Juniperus saltillensis
- Juniperus saltuaria
- Juniperus saxicola
- Juniperus semiglobosa
- Juniperus standleyi
- Juniperus taxifolia
- Juniperus thurifera
- Juniperus tibetica

## Ene i Danmark
Kun en art af ene er hjemmehørende i Danmark, Almindelig Ene (Juniperus communis), der til gengæld har været i Danmark siden kort efter istidens ophør. Sevenbom (Juniperus sabina) er indført som lægeplante i middelalderen, men er aldrig naturaliseret. De andre arter af ene optræder kun i haver og parker, men kan hist og her ses forvildet - det er dog sjældent.